# Segunda División Peruana 1996
La Segunda División Peruana 1996 fue la 44°  edición de este torneo de ascenso. Tuvo como participantes a 12 elencos del Departamento de Lima. A los 9 equipos que conservaron la categoría en la Temporada anterior se unieron: Unión Huaral (descendido del Campeonato Descentralizado 1995),  Santa Marina Norte y Virgen de Chapi (anteriormente denominado Real San Isidro), estos dos últimos fueron promovidos desde la Región Promocional de Fútbol Lima y Callao de 1995.
En esta edición Alcides Vigo -en partido extra- se coronó campeón del certamen y obtuvo el ascenso al Campeonato Descentralizado 1997. Por el otro lado,  Santa Marina Norte y Virgen de Chapi pierden la categoría y retornan a la Región Promocional de Fútbol Lima y Callao de la siguiente temporada. 

## Resultados
| Puesto | Equipo               | J  | G  | E  | P  | GF | GC | DG  | PTS. |
| ------ | -------------------- | -- | -- | -- | -- | -- | -- | --- | ---- |
| 1      | Alcides Vigo         | 22 | 13 | 7  | 2  | 33 | 13 | 20  | 46   |
| 2      | Deportivo Yurimaguas | 22 | 13 | 7  | 2  | 30 | 18 | 12  | 46   |
| 3      | Unión Huaral         | 22 | 12 | 7  | 3  | 36 | 17 | 19  | 43   |
| 4      | Bella Esperanza      | 22 | 11 | 8  | 3  | 25 | 23 | 2   | 41   |
| 5      | Lawn Tennis          | 22 | 9  | 6  | 7  | 26 | 15 | 11  | 33   |
| 6      | Deportivo Zúñiga     | 22 | 8  | 5  | 9  | 23 | 25 | -2  | 29   |
| 7      | América Cochahuayco  | 22 | 5  | 10 | 7  | 23 | 25 | -2  | 25   |
| 8      | Defensor Lima        | 22 | 4  | 7  | 11 | 13 | 33 | -20 | 19   |
| 9      | Sport Agustino       | 22 | 2  | 12 | 8  | 19 | 26 | -7  | 18   |
| 10     | Meteor Sport Club    | 22 | 4  | 6  | 12 | 15 | 28 | -13 | 18   |
| 11     | Santa Marina Norte   | 22 | 3  | 8  | 11 | 13 | 26 | -13 | 17   |
| 12     | Virgen de Chapi      | 22 | 3  | 7  | 12 | 19 | 35 | -16 | 16   |

|  | Campeonato Descentralizado 1997 |
|  | Descendidos                     |

## Partido extra
|  | Alcides Vigo | 0:0 (0:0) | Deportivo Yurimaguas |  |  |

| Tanda de penales |  |     |
|                  |  | 3:0 |

## Nota
En el año 1997, la Región Promocional de Fútbol Lima y Callao es disuelta. Por lo tanto, los equipos que permanecieron en la categoría y los descendidos de la Segunda Profesional, retornan a sus ligas de origen. 